# Live in Australia with the Melbourne Symphony Orchestra
| 전문가 평가 | 전문가 평가 |
| 평가 점수   | 평가 점수   |
| 출처        | 점수        |
| ----------- | ----------- |
| AllMusic    | [ 1 ]       |

《Live in Australia with the Melbourne Symphony Orchestra》는 1987년 7월 6일에 발매된 엘튼 존의 세 번째 라이브 음반이다. 1986년 12월 14일, 시드니 엔터테인먼트 센터에서 멜버른 교향악단과 함께 녹음한 라이브 음반이다.

## 배경
1986년 12월 14일에 녹음된 이 콘서트는 존의 호주와 뉴질랜드 투어 드 포스의 일부였던 1986년 마지막 두 달 동안의 콘서트 중 마지막 콘서트였다. 콘서트는 두 세트로 구성되었다. 첫 번째 곡은 백 보컬리스트와 호른 섹션, 모히칸과 티나 터너 가발과 이국적인 안경을 특징으로 하는 그의 화려한 무대 드레스, 두 번째 곡은 존과 멜버른 교향악단이 모차르트로 분장하는 것으로 한정되었다.
존의 밴드는 본질적으로 그가 당시 뒤에서 투어하고 있던 《Leather Jackets》에 사용된 라인업이었는데, 두 사람 모두 타악기를 연주했던 조디 린스콧과 특별 게스트인 레이 쿠퍼를 포함한다.
당시 할리우드의 신진 영화 작곡가였던 제임스 뉴턴 하워드는 존과 합류해 〈Tonight〉에 대한 자신의 전작뿐 아니라 폴 벅마스터의 오리지널 편곡에 대한 더 크고 증강된 차트를 지휘, 작성했다. 포지션은 원래 설계되었다. 그는 또한 이전에는 호른 편곡만 했던 〈Don't Let the Sun Go Down on Me〉와 같은 곡들을 위해 새로운 풀 오케스트라 파트를 작곡했다.
이번 음반에는 존 혼자 부른 〈Saturday Night's Alright for Fighting〉, 〈Carla/Etude〉, 〈Cold as Christmas (In the Middle of the Year)〉, 〈Slow Rivers〉를 제외한 대부분의 곡들이 후반기에 녹음된 곡들을 수록하고 있다(존은 《Slow Rivers》와 《Leather Jackets》에서 클리프 리처드를 듀엣으로 불렀다).

## 곡 목록
모든 곡들은 엘튼 존과 버니 토핀에 의해 작사/작곡하였다.
| #   | 제목                                   | 재생 시간 |
| --- | -------------------------------------- | --------- |
| 1.  | 〈Sixty Years On〉                     | 3:55      |
| 2.  | 〈I Need You to Turn To〉              | 3:14      |
| 3.  | 〈The Greatest Discovery〉             | 4:09      |
| 4.  | 〈Tonight〉                            | 5:58      |
| 5.  | 〈Sorry Seems to Be the Hardest Word〉 | 3:58      |
| 6.  | 〈The King Must Die〉                  | 5:21      |
| 7.  | 〈Take Me to the Pilot〉               | 4:22      |
| 8.  | 〈Tiny Dancer〉                        | 7:46      |
| 9.  | 〈Have Mercy on the Criminal〉         | 5:50      |
| 10. | 〈Madman Across the Water〉            | 6:38      |
| 11. | 〈Candle in the Wind〉                 | 4:10      |
| 12. | 〈Burn Down the Mission〉              | 5:49      |
| 13. | 〈Your Song〉                          | 4:04      |
| 14. | 〈Don't Let the Sun Go Down on Me〉    | 6:06      |

## 인증
</ref>}}
| 국가                       | 인증        | 판매량/출하량 |
| -------------------------- | ----------- | ------------- |
| 오스트레일리아             | —           | 85,000        |
| 캐나다 (뮤직 캐나다)       | 2× 플래티넘 | 200,000^      |
| 네덜란드                   | —           | 10,000        |
| 스페인                     | —           | 25,000        |
| 미국 (RIAA)                | 플래티넘    | 1,000,000^    |
| ^출하량을 기반으로 한 인증 |             |               |